# De Regentes (Groningen)
De Regentes is een woontoren in de Nederlandse stad Groningen.

## Beschrijving
De Regentes staat aan de Emmasingel op de hoek van het Verbindingskanaal en het Noord-Willemskanaal. Het gebouw, een ontwerp van de Fries-Nederlandse architect Abe Bonnema (1926-2001), werd in 2001 voltooid. Het pand maakt deel uit van het eveneens door Bonnema ontworpen Cascadecomplex. In de woontoren, die vanaf het maaiveld gerekend 55,5 meter hoog is en 19 verdiepingen telt, bevinden zich 65 appartementen in zes verschillende woningtypes. De Regentes behoort tot de hoogste gebouwen van Groningen.